# Prosto z serca (album)
Prosto z serca – debiutancki album Talliba, wydany 17 kwietnia 2012 roku nakładem wydawnictwa muzycznego My Music. Album zawiera 15 premierowych kompozycji wokalisty, a jego pierwszym promującym singlem został utwór „Moja Lady”. 
Na płycie gościnnie pojawili się m.in. Martita, Sztoss oraz Cheeba i Grizzulah z zespołu EastWest Rockers.
Album dotarł do 40. miejsca listy OLiS.

## Lista utworów
Opracowano na podstawie materiału źródłowego.
1. „Moje” (feat. Dj Feel-X)
2. „Piekło na ziemi”
3. „Ecie pecie” (feat. Martita)
4. „Piach”
5. „My nie gangsta”
6. „Nie fałszuję”
7. „Czas, czas”
8. „Droga” (feat. Sztoss)
9. „Na peryferiach” (feat. EastWest Rockers)
10. „Prosto z serca”
11. „Dlaczego?”
12. „Szklana pułapka” (feat. Starszy)
13. „Już zawsze”
14. „Moja Lady”
15. „Bez”